# Demokratische Strömung
Die Demokratische Strömung (französisch Courant démocrate ‚Demokratische Strömung‘, arabisch التيار الديمقراطي, DMG at-Tayyār ad-dīmuqrāṭī; aus dem arabischen Wort für Strom (التيار, DMG at-Tayyār); abgeleitet auch oft Attayar genannt) ist eine 2013 gegründete tunesische sozialdemokratische Partei.

## Geschichte
Die Demokratische Strömung wurde am 30. Mai 2013 gegründet. Ihr erster Generalsekretär war Mohamed Abbou, damals Minister unter Premierminister Hamadi Jebali, zuständig für Verwaltungsreformen. Mohamed Abbou war Generalsekretär des zu dieser Zeit als kleiner Koalitionspartner an der Regierung beteiligtem Kongresses für die Republik.
Das Wahlprogramm der Partei, welches für die Parlamentswahl in Tunesien 2014 präsentiert wurde, umfasste mehrere soziale und wirtschaftliche Reformen. Für die Demokratische Strömung standen bei diesen Wahlen sechs Frauen ganz oben auf der Wahlliste. Die Partei erreichte 1,93 Prozent der Stimmen, wobei drei ihrer Kandidaten in die Volksrepräsentantenversammlung einziehen konnten.
Am 27. März 2016 trat Ghazi Chaouachi anlässlich des ersten Parteitages der Demokratischen Strömung zur Wahl des Generalsekretärs die Nachfolge von Mohamed Abbou an.
Zum 15. Oktober 2017 fusionierte die sozialdemokratische bis sozialkonservative Alliance démocratique in die Demokratische Strömung. Im Folgenden wurde Mohamed Ben Mabrouk Hamdi zum stellvertretenden Generalsekretär der weiter unter dem Namen Demokratische Strömung existierenden Partei.
Auf dem zweiten Parteitag am 21. April 2019 übernahm Mohamed Abbou die Partei als Generalsekretär erneut und wurde ihr Kandidat für die Präsidentschaftswahl in Tunesien 2019. Mit 3,63 Prozent der Stimmen im ersten Wahlgang verpasste er deutlich die Stichwahl. Im Vergleich zur Parlamentswahl 2014 war das Ergebnis jedoch ein positives Signal für die wenig später stattfindende Parlamentswahl in Tunesien 2019. Dort erreichte die Partei 6,42 Prozent der Stimmen. Damit wurde sie anhand der Prozentpunkte viertstärkste Partei des Landes und mit 22 gewonnenen Sitzen daran gemessen sogar die drittstärkste.
Die Partei versucht, einend und inklusiv zu sein und hält sich von ideologischen Debatten fern. Ihre Position zugunsten der Erbschaftsgleichheit zwischen Mann und Frau hat jedoch dafür gesorgt, dass die Demokratische Strömung einen großen Teil ihrer konservativen Wählerschaft verlor.

## Organisation
Geleitet wird die Partei von einem Generalsekretär und seit 2017, als die Alliance démocratique der Demokratischen Strömung beitrat, von einem stellvertretenden Generalsekretär. Letzteres Amt wird seit 2017 durch Mohamed Ben Mabrouk Hamdi ausgeführt, während Mohamed Abbou seit 2019 erneut Generalsekretär ist. Die Basis ist durch einen aus 133 Personen bestehenden Nationalrat an der Parteiorganisation beteiligt, dem ein Exekutivbüro mit acht Mitgliedern sowie ein Politbüro mit 21 Mitgliedern übergeordnet ist.

## Vertretung in der Volksrepräsentantenversammlung
Seit 2016 existiert in der Volksrepräsentantenversammlung mit dem Bloc démocrate (französisch für Demokratischer Block) eine Fraktion, an der zunächst der Kongress für die Republik, die Demokratische Strömung, der Volksbewegung und die Strömung der Liebe beteiligt war. Nach der Parlamentswahl in Tunesien 2019 wird die weiter existierende Fraktion vor allem von der Demokratischen Strömung und der Volksbewegung dominiert.